# Copa Colsanitas 2022 - Qualificazioni singolare
Le qualificazioni del singolare della Copa Colsanitas 2022 sono un torneo di tennis preliminare per accedere alla fase finale della manifestazione. Le vincitrici dell'ultimo turno sono entrate di diritto nel tabellone principale. In caso di ritiro di una o più giocatrici aventi diritto a queste sono subentrate le lucky loser, ossia le giocatrici che hanno perso nell'ultimo turno ma che avevano una classifica più alta rispetto alle altre partecipanti che avevano comunque perso nel turno finale.

## Teste di serie
1. Valentini Grammatikopoulou (ultimo turno)
2. Emina Bektas (ultimo turno)
3. Carolina Alves (ultimo turno)
4. Seone Mendez (primo turno)
5. Dea Herdželaš (ultimo turno)
6. Laura Pigossi (qualificata)

1. Andrea Lázaro García (primo turno)
2. Giulia Gatto-Monticone (primo turno)
3. Hanna Chang (primo turno)
4. Daniela Seguel (qualificata)
5. Conny Perrin (primo turno)
6. María Carlé (qualificata)

## Qualificate
1. İpek Öz
2. Suzan Lamens
3. Daniela Seguel

1. Tatjana Maria
2. María Carlé
3. Laura Pigossi

## Tabellone

### Legenda
| - Q = Qualificato - WC = Wild card - LL = Lucky loser | - ALT = Alternate - SE = Special Exempt - PR = Protected Ranking | - w/o = Walkover - r = Ritirato - d = Squalificato |

### Sezione 1
|  | Primo turno | Primo turno                | Primo turno                | Primo turno | Primo turno |  |  | Ultimo turno | Ultimo turno               | Ultimo turno               | Ultimo turno | Ultimo turno |  |
|  |             |                            |                            |             |             |  |  |              |                            |                            |              |              |  |
|  | 1           | Valentini Grammatikopoulou | Valentini Grammatikopoulou | 6           | 7           |  |  |              |                            |                            |              |              |  |
|  | WC          | María Paulina Pérez        | María Paulina Pérez        | 3           | 3           |  |  | 1            | Valentini Grammatikopoulou | Valentini Grammatikopoulou | 5            | 4            |  |
|  |             | İpek Öz                    | 6                          | 2           | 7           |  |  |              | İpek Öz                    | İpek Öz                    | 7            | 6            |  |
|  | 7           | Andrea Lázaro García       | 4                          | 6           | 5           |  |  |              |                            |                            |              |              |  |

### Sezione 2
|  | Primo turno | Primo turno            | Primo turno            | Primo turno | Primo turno |  |  | Ultimo turno | Ultimo turno | Ultimo turno | Ultimo turno | Ultimo turno |  |
|  |             |                        |                        |             |             |  |  |              |              |              |              |              |  |
|  | 2           | Emina Bektas           | 7                      | 4           | 6           |  |  |              |              |              |              |              |  |
|  |             | Martina Di Giuseppe    | 6(1)                   | 6           | 4           |  |  | 2            | Emina Bektas | Emina Bektas | 4            | 2            |  |
|  |             | Suzan Lamens           | Suzan Lamens           | 7           | 6           |  |  |              | Suzan Lamens | Suzan Lamens | 6            | 6            |  |
|  | 8           | Giulia Gatto-Monticone | Giulia Gatto-Monticone | 62          | 1           |  |  |              |              |              |              |              |  |

### Sezione 3
|  | Primo turno | Primo turno           | Primo turno           | Primo turno | Primo turno |  |  | Ultimo turno | Ultimo turno   | Ultimo turno   | Ultimo turno | Ultimo turno |  |
|  |             |                       |                       |             |             |  |  |              |                |                |              |              |  |
|  | 3           | Carolina Alves        | Carolina Alves        | 6           | 6           |  |  |              |                |                |              |              |  |
|  | WC          | María Torres Murcia   | María Torres Murcia   | 1           | 1           |  |  | 3            | Carolina Alves | Carolina Alves | 2            | 4            |  |
|  | WC          | Kelly Vargas González | Kelly Vargas González | 0           | 1           |  |  | 10           | Daniela Seguel | Daniela Seguel | 6            | 6            |  |
|  | 10          | Daniela Seguel        | Daniela Seguel        | 6           | 6           |  |  |              |                |                |              |              |  |

### Sezione 4
|  | Primo turno | Primo turno    | Primo turno    | Primo turno | Primo turno |  |  | Ultimo turno | Ultimo turno   | Ultimo turno | Ultimo turno | Ultimo turno |  |
|  |             |                |                |             |             |  |  |              |                |              |              |              |  |
|  | 4           | Seone Mendez   | Seone Mendez   | 3           | 2           |  |  |              |                |              |              |              |  |
|  |             | Bárbara Gatica | Bárbara Gatica | 6           | 6           |  |  |              | Bárbara Gatica | 6            | 3            | 63           |  |
|  |             | Tatjana Maria  | Tatjana Maria  | 6           | 6           |  |  |              | Tatjana Maria  | 2            | 6            | 7            |  |
|  | 11          | Conny Perrin   | Conny Perrin   | 1           | 0           |  |  |              |                |              |              |              |  |

### Sezione 5
|  | Primo turno | Primo turno               | Primo turno               | Primo turno | Primo turno |  |  | Ultimo turno | Ultimo turno  | Ultimo turno  | Ultimo turno | Ultimo turno |  |
|  |             |                           |                           |             |             |  |  |              |               |               |              |              |  |
|  | 5           | Dea Herdželaš             | Dea Herdželaš             | 6           | 6           |  |  |              |               |               |              |              |  |
|  |             | Irene Burillo Escorihuela | Irene Burillo Escorihuela | 3           | 4           |  |  | 5            | Dea Herdželaš | Dea Herdželaš | 3            | 4            |  |
|  | WC          | Noelia Zeballos           | Noelia Zeballos           | 5           | 3           |  |  | 12           | María Carlé   | María Carlé   | 6            | 6            |  |
|  | 12          | María Carlé               | María Carlé               | 7           | 6           |  |  |              |               |               |              |              |  |

### Sezione 6
|  | Primo turno | Primo turno     | Primo turno | Primo turno | Primo turno |  |  | Ultimo turno | Ultimo turno  | Ultimo turno  | Ultimo turno | Ultimo turno |  |
|  |             |                 |             |             |             |  |  |              |               |               |              |              |  |
|  | 6           | Laura Pigossi   | 4           | 7           | 6           |  |  |              |               |               |              |              |  |
|  |             | Daniela Vismane | 6           | 5           | 1           |  |  | 6            | Laura Pigossi | Laura Pigossi | 6            | 6            |  |
|  |             | You Xiaodi      | You Xiaodi  | 6           | 6           |  |  |              | You Xiaodi    | You Xiaodi    | 2            | 3            |  |
|  | 9           | Hanna Chang     | Hanna Chang | 2           | 3           |  |  |              |               |               |              |              |  |